# Mad Panic Coaster
Mad Panic Coaster è un videogioco d'azione pubblicato nel 1997 da Hakuhodo per PlayStation.

## Modalità di gioco
Nel videogioco si impersonano due ragazzi a bordo di un carrello che affrontano 15 livelli di montagne russe, popolate da creature mostruose. Il veicolo può saltare ed è possibile lanciare proiettili contro i nemici e i boss presenti nel gioco.